# Flaga obwodu grodzieńskiego
Flaga obwodu grodzieńskiego przedstawia żubra złotego, stojącego w pozycji naturalnej, patrzącego w stronę prawą (drzewcową) na fladze czerwonej. Ponad sylwetką żubra znajduje się pięcioramienna corona muralis. Proporcje flagi wynoszą 1:2.
Flaga obwodu grodzieńskiego została ustanowiona 14 czerwca 2007 roku rozporządzeniem prezydenta Białorusi.